# Marco Antonio de Dominis
Pour les articles homonymes, voir Dominis.
Marco Antonio de Dominis (en latin Marcus Antonius de Dominis, en croate Markantun de Dominis), (1556-1624) est un ecclésiastique et homme de sciences croate.

## Biographie
Né en 1560, dans l'île d'Arbe, sur les côtes de la Dalmatie, il est issu d'une famille de nobles palatins liés au pouvoir hongrois. Il suit des études dans un collège jésuite. En 1579, il entre dans la compagnie de Jésus, pour devenir professeur de philosophie. Il enseigne à Vérone de 1581 à 1585. Puis, il part à Padoue pour approfondir ses connaissances en théologie de 1588 à 1592, date à laquelle il devient prêtre. Il enseigne la rhétorique à Brescia jusqu'en 1595.
Le 15 juin 1596, il obtient la permission de rentrer en Dalmatie pour aider l'évêque de Segna (en) (maintenant Senj), qui est de sa famille, et qui est aux prises avec les Turcs. L'évêque ayant été tué, il le remplace. Sa nomination lui est confirmée par le pape le 13 août 1600. Puis il est nommé archevêque de Spalato (maintenant Split) et primat de Dalmatie et de Croatie le 20 novembre 1602. Petit à petit il adopte l'opinion des Réformés.
Il se lie d'amitié avec l'ambassadeur anglais Dudley Carleton. En 1616, Marco Antonio part vivre en Angleterre. Il y commence une carrière d'écrivain. Son premier ouvrage est un traité contre le pape, De Republica christiana (1617). Le roi Jacques Ier d'Angleterre lui accorde des bénéfices et le nomme doyen de Windsor. Marco Antonio obtient de Venise une copie du volumineux manuscrit de Paolo Sarpi sur l'histoire du concile de Trente et il réussit à le faire publier à Londres en 1619.
Mais à partir de 1620, il commence à entrer en désaccord avec ses hôtes anglais. Le 30 mars 1622, il est expulsé d'Angleterre. Le 13 mai, dans la ville catholique de Bruxelles, il abjure ses erreurs devant le nonce apostolique (en). Il arrive à Rome le 5 novembre 1622 où il se rétracte à nouveau publiquement et promet d'écrire une réfutation de ses œuvres anti-romaines. Le pape Grégoire XV lui assure une pension, avant de mourir. Le nouveau pape, Urbain VIII, est moins bien disposé à son égard, et il le fait arrêter le 18 avril 1624. Emprisonné au château Saint-Ange, Marco Antonio tombe malade et meurt le 9 septembre 1624. Son procès se poursuit néanmoins et il est condamné à mort le 21 décembre 1624. Sa dépouille est brûlée sur le Campo de' Fiori avec ses écrits et son portrait.
Dominis cultiva la science avec quelque succès : il eut la première idée de l'explication de l'arc-en-ciel, que Descartes perfectionna depuis. Cette explication se trouve dans le traité De Radiis visus et lucis in vitris, perspectivis et iride (Venise, 1611) ouvrage qui d'ailleurs est rempli d'erreurs selon le Dictionnaire Bouillet.